# Maléfique (film, 2002)
Pour les articles homonymes, voir Maléfique.
Pour plus de détails, voir Fiche technique et Distribution.
Maléfique est un film d'horreur français réalisé par Éric Valette sorti en France en 2002.

## Synopsis
Carrère, chef d'entreprise, se retrouve en prison pour détournement de fonds. Il partage sa cellule avec Marcus, un culturiste qui souhaite devenir une femme, Pâquerette, un handicapé mental, et Lassalle, un bibliothécaire condamné pour le meurtre de son épouse. 
Carrère peine à s'intégrer au groupe car il reste persuadé qu'une libération sous caution lui permettra de retrouver prochainement tous ses biens matériels, dans lesquels il inclut sa jolie épouse. Le patron déchu nourrit uniquement de l'affection pour son jeune fils. Ce dernier lui a confié, le temps de son incarcération, une figurine Action Man que Carrère conserve précieusement à ses côtés.
Un jour, une pierre se descelle d'une muraille de la cellule, dévoilant ainsi la cachette d'un vieil ouvrage manuscrit. Carrère en entame la lecture et apprend l'identité de son auteur, un dénommé Danvers, tueur en série détenu durant les années 1920. Outre des détails autobiographiques relatifs à l'assassin, notamment sa phobie obsessionnelle de la sénescence, le livre renferme plusieurs formules évoquant la magie noire. Sur l'insistance de Pâquerette, Carrère en prononce une, ce qui occasionne des phénomènes étranges. 
Pendant la nuit, Lassalle compulse subrepticement l'ouvrage, puis psalmodie une formule qui incite Pâquerette à s'approcher, dans un état hypnotique, d'un mur de la cellule. L'ancien bibliothécaire observe la muraille engloutir la dernière phalange de chaque doigt du faible d'esprit. Le lendemain matin, Marcus rejette la responsabilité de l'accident sur Carrère et menace celui-ci de représailles s'il ne guérit pas les mutilations de Pâquerette par le biais du manuscrit.
Contraint d'étudier l'ouvrage, l'ex-chef d'entreprise propose à Marcus de l'aider à s'évader grâce à une formule mais celle-ci ne produit aucun résultat. Pâquerette s'empare ensuite du livre et en dévore certaines pages. Il se met alors à léviter, les os de ses bras et de ses jambes se retournent et se brisent avant que sa colonne vertébrale se casse en deux. Bouleversé par la mort du handicapé mental, vis-à-vis de qui il nourrissait des sentiments quasiment maternels, Marcus jette le manuscrit par la fenêtre de la cellule malgré les objurgations de Lassalle, qui met vainement en avant la notoriété du tueur Danvers comme occultiste évadé de prison.
Ultérieurement, Carrère voit s'envoler ses espoirs de sortir rapidement du pénitencier en apprenant que son épouse, après avoir repris la direction de ses entreprises, ne compte pas payer sa caution et veut demander le divorce. Il finit par prendre progressivement l'ascendant sur Marcus en mettant ses compétences d'industriel au service d'un trafic de cigarettes, médicaments et autres marchandises clandestines.
Sur ces entrefaites, un nouveau prisonnier dénommé Hippolyte Picus intègre la cellule. Il se distingue par son comportement excentrique en enregistrant en permanence les faits et gestes de ses compagnons avec un caméscope, appareil qu'il surnomme « son troisième œil ». Le lendemain matin, les trois autres détenus s'aperçoivent que Picus s'est volatilisé, ne laissant derrière lui que son caméscope ainsi que le livre manuscrit, inexplicablement réapparu. Interrogé au sujet du sinistre olibrius, un gardien répond dédaigneusement qu'aucun détenu n'a été incarcéré dans la cellule depuis la mort de Pâquerette. Carrère, Lassalle et Marcus visionnent alors le dernier film enregistré dans le caméscope, distinguant l'image granuleuse de Picus en train de lire une formule du livre avant de disparaître par un portail lumineux.
En reproduisant la même incantation, les trois prisonniers passent à leur tour à travers un portail mais se retrouvent dans une cellule emmurée, la même qu'occupait Danvers durant les années 1920. De nouvelles pages apparaissent alors dans le livre, entraînant Lassalle à exécuter un rituel censé impliquer un homme et une femme. Afin de respecter l'essence de la cérémonie, Lassalle castre Marcus, qui saigne à mort. Lassalle révèle ensuite à Carrère que le livre ne permet pas de s'évader mais d'exaucer le souhait le plus cher. Un flashback dépeint Danvers, qui souhaitait ardemment rajeunir, redevenir jeune homme, puis enfant, et enfin fœtus, avant de se désagréger. Lassalle, qui souhaite obtenir la connaissance, aspire toute celle contenue dans le livre et en meurt. Carrère murmure qu'il veut seulement revoir son fils.
L'épilogue présente l'épouse et l'enfant de Carrère venus chercher au pénitencier les maigres effets du chef d'entreprise disparu. À l'insu de ses proches, l'esprit de celui-ci est désormais emprisonné dans la figurine Action Man, le contraignant à contempler furtivement son fils à travers les yeux du jouet en plastique.

## Fiche technique
- Réalisation : Éric Valette
- Scénario : Alexandre Charlot et Franck Magnier d'après une idée de François Cognard
- Décors : Olivier Raoux
- Costumes : Anouschka Debain-Dussaucy
- Photographie : Jean-Marc Bouzou
- Montage : Luc Golfin
- Musique : Éric Sampieri
- Production : Olivier Delbosc et Marc Missonnier
- Société de distribution : Mars Distribution
- Budget : 1 830 000 €
- Pays de production :  France
- Langue originale : français
- Format : couleur — 35 mm — 1,85:1 — son Dolby
- Genre : horreur
- Durée : 90 minutes
- Dates de sortie :
  - Espagne : 9 novembre 2002 (Semana de Cine Fantástico y de Terror de San Sebastián)
  - France : 7 mai 2003
- Classification :
  - France : interdit aux moins de 12 ans

## Distribution
- Gérald Laroche : Carrère
- Philippe Laudenbach : Lassalle
- Clovis Cornillac : Marcus
- Dimitri Rataud : Pâquerette
- Didier Bénureau : Hippolyte Picus
- Geoffrey Carey : Charles Danvers
- Félicia Massoni : Claire Carrère
- Paul-Alexandre Bardela : Hugo Carrère
- Alain Bouzigues : le compagnon de cellule de Danvers

## Production
François Cognard écrit Exit, l'embryon du scénario de Maléfique, alors qu'il est correspondant aux États-Unis. À l'époque, il fréquentait Brian Yuzna ce qui l'aurait beaucoup influencé. Le scénario est ensuite développé par Alexandre Charlot et Franck Magnier, scénaristes des Guignols de l'info. Le titre Entre quatre murs est d'abord envisagé pour le film avant que François Cognard ne propose Maléfique. La principale difficulté qu'ont dû surmonter les scénaristes est de faire passer l'élément fantastique dans les dialogues, la langue française étant selon eux beaucoup moins tolérante à cet égard que l'anglais. 
Le film contient plusieurs références au mythe de Cthulhu développé par divers auteurs d'après l'œuvre littéraire de Howard Phillips Lovecraft. En particulier, l'incantation employée par les personnages cite Yog-Sothoth et Hastur. Le personnage d'Hippolyte Picus, à l'allure de bonimenteur fantasque, se rapproche quant à lui de Nyarlathotep par son rôle de « passeur » entre les humains et le savoir interdit des « dieux engloutis ».
Le personnage de Lassalle s'inspire de Louis Althusser, philosophe ayant étranglé sa femme lors d'une crise de démence. Le film, pour des raisons budgétaires, est tourné quasiment uniquement dans un hangar où sont construits les décors des deux cellules. Le tournage se déroule en début d'année 2002. La scène de « l'évasion » de Danvers devait initialement figurer d'un seul bloc au tout début du film mais le réalisateur Éric Valette, trouvant que cela en révélait trop, a préféré la scinder en deux.

## Accueil

### Accueil critique
Le film a obtenu de bonnes critiques dans l'ensemble. Parmi les critiques positives, Julien Dupuy, de Mad Movies, évoque « une série B bien méchante » comme on en voit rarement en France ; Olivier Père, des Inrockuptibles, « un film d'horreur réussi » qui respecte « l'esthétique du genre » ; et Gérard Delorme, de Première, « une bonne surprise » « injectant suffisamment de ruse, d'humour (au premier degré) et d'énergie pour transformer les faiblesses en atouts ».
Du côté des critiques plus mitigées, Sébastien Bénédict, des Cahiers du cinéma, évoque un film « sensiblement meilleur que les récentes tentatives de renouveler en France le cinéma fantastique » mais qui « peine à éveiller plus qu'un intérêt poli » ; et Guillemette Olivier, de Télérama, une partie horrifique « flippante dans son minimalisme » mais qui « finit par parasiter un peu l'intérêt que l'on porte à ces taulards très stéréotypés mais jamais caricaturaux, grâce à la qualité de l'interprétation ».

### Box-office
Le film a réalisé 85 347 entrées en France.

## Distinctions
Le film a remporté le « Prix spécial du jury » au Festival international du film fantastique de Gérardmer et le « Prix Vision » de la meilleure photographie au Festival du film d'Avignon en 2003. Il a obtenu la médaille de bronze au « prix du meilleur film international » du festival FanTasia. 